# Frederick Rolfe

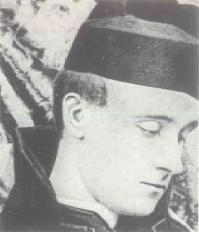
Frederick William Rolfe (c. 1890)

Frederick William Rolfe,  mais conhecido como Barão Corvo,  mas que também se designava a si mesmo por "Frederick William Serafino Austin Lewis Maria Rolfe", (22 de julho de 1860 - 25 de outubro de 1913), foi um escritor, artista, fotógrafo  inglês.

## Vida

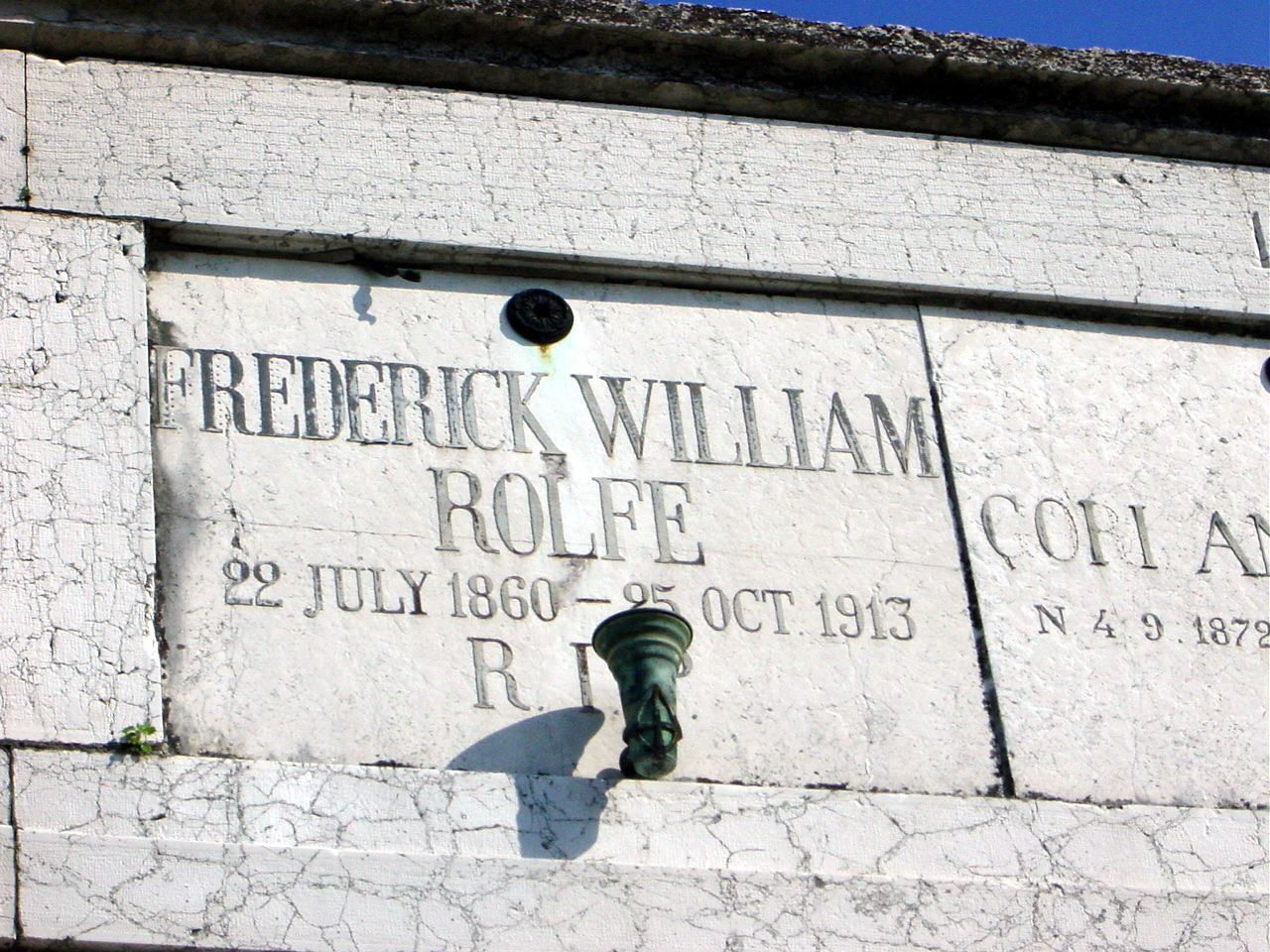
Rolfe's grave on San Michele, Venice

Rolfe nasceu em Cheapside, Londres, filho de um fabricante de pianos. Deixou a escola aos 14 anos de idade para se tornar professor. Ensinou brevemente em Grantham School, onde conheceu o então diretor Ernest Hardy, mais tarde diretor do Jesus College, Oxford, com quem travou uma amizade que durou toda a vida.
Converteu-se ao catolicismo em 1886 e foi crismado pelo Cardeal Manning. Com a conversão sobreveio uma forte vocação para o sacerdócio, que persistiu durante toda a sua vida ,embora, para sua frustração, nunca tenha sido concretizada. Em 1887, foi admitido no Seminário de St. Mary, em Oscott perto de Birmingham e em 1889 estava a estudar no Colégio Escocês, em Roma, mas foi expulso de ambos devido à sua incapacidade para concentrar-se em estudos teológicos e ao seu comportamento errático.
Nesta fase, conheceu a duquesa Sforza Cesarini, que, segundo ele, o adotou como um neto e lhe concedeu o título de "Barão Corvo". Este viria a tornar-se o seu pseudónimo mais conhecido, embora ele também usasse "Frank English", "Frederick Austin", "A. Crab Maid" e vários outros. Muito frequentemente abreviava o seu nome para "Fr. Rolfe" (um uso ambíguo, sugerindo o frade ou o sacerdote que ambicionava ser).
Rolfe passou a maior parte de sua vida em Inglaterra, trabalhando como escritor freelance, mas acabou por morrer em Veneza. Viveu numa época em que ainda não existia o Estado Social pelo que teve que contar com o apoio de beneméritos. Mas tinha uma natureza argumentativa e uma tendência para se zangar estrondosamente com a maior parte dos que tentaram ajudá-lo e lhe ofereceram casa e comida. Por fim, sem dinheiro e sem sorte, morreu em Veneza, na sequência de um acidente vascular cerebral, em 25 de outubro de 1913.  Foi enterrado na Isola di San Michele, em Veneza.
A vida Rolfe esteve na base de The Quest for Corvo  por A. J. A. Symons, uma "experiência em biografia", considerado por muitos como um clássico menor no campo da biografia. Esta obra revela que Rolfe tinha um fã entusiasta improvável na pessoa de Maundy Gregory.

## Homossexualidade
Frederick Rolfe estava totalmente à vontade com a sua homossexualidade era amigo e correspondente de um grande número de ingleses também homossexuais. No início da sua vida, escreveu uma quantidade razoável de poesia idealista, mas piegas, sobre meninos mártires e outros temas semelhantes. Esta poesia e as suas histórias sobre Toto contêm elementos de pederastia, mas os seus jovens alunos à época afirmaram unanimemente mais tarde que nunca houve qualquer indício de indecência nas suas relações com ele. À medida que amadurecia, a preferência sexual de Rolfe foi-se fixando em adolescentes. Perto do final da sua vida, fez a única referência explícita à sua preferência sexual por idades, numa das cartas de Veneza para Charles Masson Fox, no qual declarou: "A minha preferência era para os 16, 17, 18 e mais velhos."   Grant Richards, nas suas "Memories  of a Misspent Youth" (1932), fala de "Frederick Baron Corvo em Parson's Pleasure, em Oxford - onde os estudantes podiam tomar banho nus - olhando as tonalidades amarelas da carne dos jovens com indecorosa satisfação".
Aqueles sobre quem se especula ou supõe que tiveram relações sexuais com Rolfe - Aubrey Thurstans, Sholto Douglas, John 'Markoleone', Ermenegildo Vianello e outros gondoleiros venezianos - eram todos jovens, sexualmente maduros, com idades entre os 16 e os 21 anos (com a exceção de Douglas, que era bem mais velho). Os jovens idealizados na sua ficção tinham idades parecidas com estas.
Em 1904, Robert Hugh Benson, logo após sua ordenação como padre católico romano, conheceu Rolfe de quem se tornou grande amigo, uma amizade apaixonada mas casta. Durante dois anos, esta amizade expressou-se em cartas "não apenas semanais, mas por vezes diárias, de caráter íntimo e fortemente emocionais." Todas as cartas foram destruídas, provavelmente pelo irmão de Benson.
Rolfe tentou sempre caracterizar os relacionamentos que descrevia na sua ficção como exemplos de "amor grego" entre um homem mais velho e um efebo, sancionando-as assim com base na tradição helénica antiga, familiar a todos os Eduardianos de educação clássica.

## Obra

### Principais obras de ficção
As obras mais importantes de Rolfe são os seus contos e romances em que o protagonista é inspirado nele mesmo:
- Stories Toto Told Me  (1898), uma coleção de seis contos, mais tarde ampliada para 32 e republicada como In His Own Image  (1901), em que 'Don Friderico "e seus acólitos adolescentes dão longos passeios pelo campo italiano, afastando-se de Roma até à costa leste da Itália. O líder dos jovens, Toto, de 16 anos, narra histórias de santos que se comportam como deuses pagãos. As histórias são ricamente católicas e desavergonhadamente supersticiosas, e os santos que nelas figuram são hedonistas, vingativos e (embora não licenciosos) totalmente confortáveis com a nudez, em oposição diametral a qualquer ideal de santidade protestante.

- Hadrian the Seventh  (1904), com um enredo original e convincente, é o mais famoso romance de Rolfe. Rolfe apresenta-se como um homem inglês que tem um nome tradicional Inglês, 'George Arthur Rose,' (inspirado em São Jorge, no Rei Arthur e na Guerra das Rosas), que, tendo sido originalmente rejeitado como sacerdote, se vê no centro de uma espetacular inversão de opinião, altamente improvável, por parte da hierarquia da Igreja, que o elege como papa.  Rose escolhe o nome de Adriano VII (o único papa inglês tinha sido Adriano IV, e o último papa não-italiano tinha sido Adriano VI.) e embarca num programa de reforma eclesiástica e geopolítica,    Cedendo mais à auto-indulgência, ele aproveita a oportunidade para rever a sua vida passada e premiar ou castigar os seus amigos e conhecidos de acordo com o que ele acredita ser justo.  Hadrian  é, portanto, essencialmente, um exercício de realização de desejos não realizados.[7]

- Nicholas Crabbe  (escrito entre 1900 e 1904, e publicado em 1958) conta a história das primeiras tentativas de Rolfe para ser publicado, tendo como personagens principais Henry Harland, John Lane e Grant Richards.  Neste romance, Rolfe deu a si mesmo um novo nome fictício, Nicholas Crabbe, e o enredo é uma crónica detalhada do que aconteceu, reproduzindo muitas das cartas dos editores e das respostas de Rolfe. Nicholas Crabbe  é um romance desinteressante, mas é rico em detalhes autobiográficos.

- The Desire and Pursuit of the Whole  (escrito entre 1910 e 1913, e publicado em 1934) passa-se em Veneza e reintroduz o leitor a Nicholas Crabbe. Apresenta três linhas narrativas interligadas: os esforços de Crabbe para ver os seus livros publicados e para ultrapassar os obstáculos que lhe são colocados pelos seus amigos e agentes em Inglaterra; a descrição de como salvou uma menina de 16 anos, vítima de um terramoto em Messina e de como a empregou ao seu serviços, disfarçando-a de gondoleiro para evitar o escândalo, e a beleza transcendente de Veneza e a influência que a cidade tem na vida dos que ficam por ela apaixonados. Alguns extractos do romance, com belíssimas descrições de Veneza,aparecem regularmente nos guias de viagem e antologias modernas. Ao contrário das outras novelas de Rolfe, esta tem um final feliz, com um contrato muito favorável para a publicação do livro e uma declaração de amor.[8]

Em 1912, um ano antes da sua morte, Rolfe começou a escrever outro romance autobiográfico, The Freeing of the Soul, ou The Seven Degrees  (escrito entre 1912 e 1913, e publicado em 1995), do qual apenas algumas páginas sobreviveram.  O romance, que se passa no século V, deveria ter como protagonista um bispo bizantino de meia-idade chamado Septímius, preocupado com a possibilidade de outro ataque dos bárbaros que andavam a aterrorizar o seu rebanho veneziano. O romance seria uma exploração de novas possibilidades para Rolfe, uma vez que os seus quatro romances autobiográficos anteriores se passavam no seu próprio tempo.

### Outras obras
Rolfe escreveu quatro outros romances: Don Tarquinio  (1905), Don Renato  (1909), The Weird of the Wanderer  (1912), e Hubert's Arthur  (publicado postumamente em 1935).  Tanto The Weird  como Hubert's Arthur  foram colaborações com Harry Pirie-Gordon.  Estas obras diferem dos romances autobiográficos em dois aspectos: passam-se em séculos anteriores, e o protagonista principal de cada um não é o alter ego  de Rolfe, embora haja um forte grau de identificação.  (Em The Weird of the Wanderer  o herói, Nicholas Crabbe, torna-se um viajante do tempo e descobre que é Ulisses.)
Rolfe também escreveu contos, publicados em jornais contemporâneos e coletados após a sua morte, em Three Tales of Venice  (1950), Amico di Sandro  (1951), The Cardinal Prefect of Propaganda  (1957) e The Armed Hands  (1974).  Também publicou uma obra histórica divertida, mas pouco fiável, Chronicles of the House of Borgia  (1901), uma tradução de The Rubáiyát of ‘Umar Khaiyám  (1903) e The Songs of Meleager  (publicado postumamente em 1937), e um pouco de poesia, mais tarde reunida num só volume, Collected Poems  (1974).

### Cartas
Rolfe era um correspondente entusiasta.  John Holden disse que "Corvo foi um desses homens que não diz uma palavra se a puder escrever.  Morávamos na mesma casa, muito pequena, no entanto ele comunicava comigo através de notas, quando não estávamos juntos na mesma sala.  Tinha dezenas de blocos de cartas.  Ele aproveitava todas as oportunidades para escrever uma carta, e cada uma, fosse para um editor ou para um sapateiro, era escrito com o mesmo cuidado".  Sobreviveram cerca de mil das suas cartas,e várias sequências de correspondência foi publicada em edições limitadas.  As cartas revelam uma mente viva, inteligente e absorvente, mas devido às tendências paranoicas de Rolfe, são muitas vezes controversas e recriminatórias.  Entre os críticos que consideraram que as cartas de Rolfe são mais importantes que a sua ficção está W. H. Auden, que escreveu que Rolfe "tinha todo o direito de se orgulhar das suas farpas verbais ... Ao estilo de invectivas que Rolfe utiliza é essencial um extenso vocabulário e Rolfe, pelo estudo e prática constantes, tornou-se um dos grandes mestres do vitupério". As suas cartas ainda não foram objeto de publicação num único volume.

## Fotografia e pintura

### Fotografia

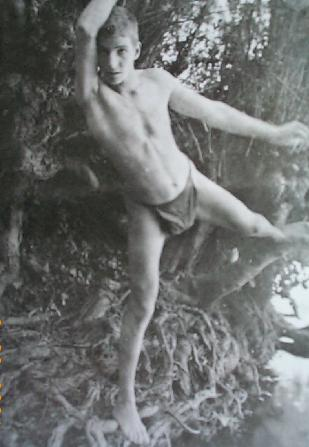
Tito Biondi at Lake Nemi (photograph by Rolfe, ca. 1890–92)

Rolfe interessou-se por fotografia ao longo de toda a sua vida, mas nunca conseguiu ser um especialista. Tendo tido as suas primeiras experiências com a fotografia quando ainda era professor, foi quando esteve em Roma, entre 1889 e 1890, que teve conhecimento do trabalho dos fotógrafos Wilhelm von Gloeden e Guglielmo Plüschow. O seu seminário, o Scots College, era muito perto do estúdio de Plüschow, na Via Sardegna, logo a seguir à Via Veneto, e quando Rolfe foi expulso, dedicou-se à fotografia com o patrocínio benevolente da Duquesa Sforza Cesarini, em imitação de von Gloeden e Plüschow. Os seus modelos eram os ragazzi  locais das ruas de Genzano di Roma, a cidade onde se situava o palazzo  da duquesa. Estes jovens acabaram por se tornar mais tarde os personagens principais das histórias de Toto, inicialmente publicadas no Yellow Book em 1895-96 e mais tarde recolhidas em Stories Toto Told Me  em 1898 e em In His Own Image , em 1901.
Rolfe continuou a saciar o seu interesse pela fotografia em Christchurch, entre 1890 e 1891, depois de regressar de Roma, tendo feito experiências com fotos a cores e submarinas. Contudo, começou a perder o interesse pela fotografia, e realmente só voltou a fotografar quando voltou para a Itália, em 1908. A sua carreira fotográfica está completamente documentada no livro de Donald Rosenthal The Photographs of Frederick Rolfe Baron Corvo 1860-1913,  que foi publicado em 2008.

### Pintura
Rolfe nunca deixou de estar convencido da sua vocação para o sacerdócio católico. Quando trabalhou como professor, no início da sua vida de adulto, e mais tarde, quando tentou a pintura e a fotografia, considerou que essas eram ocupações temporárias, meios de ganhar a vida até que as autoridades eclesiásticas concordassem com a sua firme opinião de que tinha vocação sacerdotal.
Foi por esta razão que Rolfe nunca teve educação formal tanto em uma pintura como em fotografia. As suas pinturas e desenhos, incluindo várias para as capas dos seus livros próprios, eram surpreendentemente ousadas e bem conseguidas para um amador. Executou algumas das suas obras mais impressionantes quando morava em Christchurch, entre 1890 e 1891, incluindo uma pintura a óleo pequena, mas impressionante, de São Miguel.
De 1895 a 1899, viveu em Holywell, no norte de Gales, onde pintou cerca de 14 estandartes processionais, encomendados pelo pároco Charles Sidney Beauclerk. Rolfe pintou as figuras dos santos e John Holden colaborou com a pintura dos textos das bordaduras. Só sobreviveram cinco estandartes que ainda podem ser vistos no Museu Holywell Well; são representações coloridas, num estilo naive, dos santos Winefride, Jorge, Inácio, Gregório o Grande e Agostinho de Cantuária.
Depois de se dedicar à escrita a tempo inteiro, Rolfe nunca mais pintou.

## Reputação literária póstuma
Os primeiros livros de Rolfe foram educadamente criticados, mas nenhum obteve sucesso suficiente para garantir rendimentos ao seu autor, cuja reputação póstuma começou a desvanecer-se.  Contudo, passados poucos anos, pequenos círculos de leitores começaram a descobrir um interesse comum pela sua obra, dando início a um resistente culto literário.  Em 1934, A. J. A. Symons publicou The Quest for Corvo,  uma das biografias icónicas do século, chamando a atenção de um público mais vasto para a vida de Rolfe. Nos anos 1950 e 1960, houve um novo aumento de interesse por Rolfe, que se tornou conhecido como "o renascimento de Corvo", incluindo uma adaptação bem sucedida de Hadrian  para o teatro, em Londres. Na década de 1970 foram publicadas duas biografias de Rolfe, o que levou à sua inclusão em todas as grandes obras de referência e gerou um fluxo de teses académicas.   Embora os seus livros tenham permanecido à venda, não surgiu nenhuma monografia substancial em Inglês sobre o seu trabalho. Com o crescente interesse académico sobre a história do modernismo literário e o reconhecimento de que a escrita biográfica esteve na sua génese, as ficções autobiográficas de Rolfe ganharam relevância.  A sua influência foi reconhecida nos romances escritos por Henry Harland, Ronald Firbank e Graham Greene, e nos seus neologismos e na sua utilização da história de Ulisses há alguma prefiguração, talvez por coincidência, das obras de James Joyce.

## Leitura Complementar
- Benkovitz, Miriam. Frederick Rolfe: Baron Corvo . Putnam, New York, 1977. SBN: 399-12009-2.
- Benson, RH, The Sentimentalists  (1906), onde a figura central é muito semelhante a Rolfe (que, por sua vez, ridiculariza o romance como "The Sensiblist" em The Desire and Pursuit of the Whole)
- Bradshaw, David. "Rolfe, Frederick William" em Oxford Dictionary of National Biography  (consultadoonline).
- Connell, Brendan. The Translation of Father Torturo . Prime Books, 2005. Dedicado a Rolfe, este livro é uma clara homenagem a Hadrian, the Seventh.
- Johnson, Pamela Hansford. The Unspeakable Skipton . Macmillan, 1959; Penguin Books (No.1529) 1961. A vida de Rolfe como inspiração para a caraterização de Daniel Skipton.
- Norwich, John Julius. Paradise of Cities: Venice and its Nineteenth Century Visitors . Penguin, 2004.
- Reade, Brian (ed.). Sexual Heretics; Male Homosexuality in English literature from 1850-1900 - an anthology . London, Routledge, Keegan and Paul, 1970.
- Rosenthal, Donald, The Photographs of Frederick Rolfe Baron Corvo 1860-1913 , Asphodel Editions, 2008.
- Symons, A.J.A. The Quest for Corvo . Cassell, London, 1934.
- Weeks, Donald. Corvo . Michael Joseph, London, 1971.
- Woolf, Cecil. A Bibliography of Frederick Rolfe Baron Corvo  The Soho Bibliographies, Rupert Hart-Davis, London, 1972 (segunda edição)
- Woolf, Cecil and Sewell, Brocard (eds). New Quests for Corvo . Livros de ícones, London, 1965.